# Erovnuli Liga 2019
L'Erovnuli Liga 2019 è stata la trentunesima edizione della massima serie del campionato georgiano di calcio. La stagione è iniziata il 1º marzo e si è conclusa il 1º dicembre 2019. Il Dinamo Tbilisi ha conquistato il trofeo per la diciassettesima volta nella sua storia.

## Stagione

### Novità
Dalla Erovnuli Liga 2018 sono stati retrocessi in Erovnuli Liga 2 il Samt'redia (dopo aver perso lo spareggio promozione/retrocessione) e il K'olkheti-1913 Poti, mentre dalla Erovnuli Liga 2 sono stati promossi la Dinamo Batumi e il WIT Georgia (vincitore dello spareggio promozione/retrocessione).

### Formula
Le 10 squadre partecipanti si affrontano in un girone all'italiana con doppie partite di andata e ritorno, per un totale di 36 giornate. Al termine, la squadra prima classificata è dichiarata campione di Georgia ed ammessa al primo turno preliminare della UEFA Champions League 2020-2021. La seconda e la terza classificata vengono ammesse al primo turno preliminare della UEFA Europa League 2020-2021. Se la squadra vincitrice della coppa nazionale, ammessa al primo turno preliminare della UEFA Europa League 2020-2021, si classifica al secondo o terzo posto, l'accesso al primo turno di Europa League va a scalare. L'ultima classificata viene retrocessa in Erovnuli Liga 2, mentre l'ottava e la nona classificate disputano uno spareggio promozione/retrocessione contro la seconda e la terza classificate in Erovnuli Liga 2 per due posti in massima serie.

## Squadre partecipanti
| Club                 | Città     | Stadio                        | Stagione precedente         |
| -------------------- | --------- | ----------------------------- | --------------------------- |
| Chik. Sachkhere      | Sachkhere | Stadio Givi Kiladze (Kutaisi) | 4º posto in Erovnuli Liga   |
| Dila Gori            | Gori      | Stadio Tengiz Burjanadze      | 5º posto in Erovnuli Liga   |
| Dinamo Batumi        | Batumi    | Chele Arena (Kobuleti)        | 1º posto in Erovnuli Liga 2 |
| Dinamo Tbilisi       | Tbilisi   | Stadio Boris Paichadze        | 2º posto in Erovnuli Liga   |
| Lok’omot’ivi Tbilisi | Tbilisi   | Stadio Mikheil Meskhi         | 6º posto in Erovnuli Liga   |
| Rustavi              | Rustavi   | Stadio Poladi                 | 7º posto in Erovnuli Liga   |
| Saburtalo Tbilisi    | Tbilisi   | Stadio Mikheil Meskhi         | Campione di Georgia         |
| Sioni Bolnisi        | Bolnisi   | Stadio Tamaz Stepania         | 8º posto in Erovnuli Liga   |
| T'orp'edo Kutaisi    | Kutaisi   | Stadio Givi Kiladze           | 3º posto in Erovnuli Liga   |
| WIT Georgia          | Mtskheta  | Mtskheta Park                 | 2º posto in Erovnuli Liga 2 |

## Classifica finale
Fonte: sito ufficiale
|  | Pos. | Squadra              | Pt | G  | V  | N  | P  | GF | GS | DR  |
|  | ---- | -------------------- | -- | -- | -- | -- | -- | -- | -- | --- |
|  | 1.   | Dinamo Tbilisi       | 75 | 36 | 23 | 6  | 7  | 70 | 31 | +39 |
|  | 2.   | Dinamo Batumi        | 70 | 36 | 21 | 7  | 8  | 57 | 31 | +26 |
|  | 3.   | Saburtalo Tbilisi    | 70 | 36 | 21 | 7  | 8  | 67 | 36 | +31 |
|  | 4.   | Lok’omot’ivi Tbilisi | 55 | 36 | 17 | 4  | 15 | 44 | 46 | -2  |
|  | 5.   | Chik. Sachkhere      | 47 | 36 | 12 | 11 | 13 | 48 | 44 | +4  |
|  | 6.   | T'orp'edo Kutaisi    | 44 | 36 | 12 | 8  | 16 | 53 | 54 | -1  |
|  | 7.   | Dila Gori            | 43 | 36 | 11 | 10 | 15 | 40 | 44 | -4  |
|  | 8.   | Rustavi              | 38 | 36 | 9  | 11 | 16 | 40 | 56 | -16 |
|  | 9.   | Sioni Bolnisi        | 38 | 36 | 10 | 8  | 18 | 38 | 80 | -42 |
|  | 10.  | WIT Georgia          | 20 | 36 | 4  | 8  | 24 | 15 | 50 | -35 |

Legenda:
      Campione di Georgia e ammessa alla UEFA Champions League 2020-2021.
      Ammesse alla UEFA Europa League 2020-2021.
 Ammessa allo spareggio promozione/retrocessione.
      Retrocesse in Erovnuli Liga 2 2020.
Note:
Tre punti a vittoria, uno a pareggio, zero a sconfitta.
La classifica viene stilata secondo i seguenti criteri:
- Punti conquistati
- Punti conquistati negli scontri diretti
- Differenza reti negli scontri diretti
- Reti realizzate negli scontri diretti
- Reti realizzate in trasferta negli scontri diretti (solo tra due squadre)
- Differenza reti generale
- Reti totali realizzate

## Risultati

### Partite (1-18)
|                    | Chi  | Dil  | DiB  | DiT  | Lok  | Rus  | Sab  | Sio  | Tor  | WIT  |
| ------------------ | ---- | ---- | ---- | ---- | ---- | ---- | ---- | ---- | ---- | ---- |
| Chikhura Sachkhere | –––– | 1-1  | 1-2  | 2-2  | 1-0  | 0-0  | 0-0  | 5-0  | 0-0  | 1-0  |
| Dila Gori          | 1-0  | –––– | 1-0  | 2-3  | 3-1  | 2-1  | 1-1  | 0-0  | 0-2  | 0-1  |
| Dinamo Batumi      | 0-0  | 1-0  | –––– | 3-2  | 2-1  | 2-1  | 4-2  | 5-1  | 0-2  | 2-0  |
| Dinamo Tbilisi     | 2-0  | 1-0  | 0-1  | –––– | 1-3  | 3-1  | 4-2  | 5-1  | 2-1  | 2-1  |
| Lokomotivi Tbilisi | 2-0  | 1-0  | 1-0  | 0-4  | –––– | 4-1  | 1-3  | 1-2  | 1-3  | 0-1  |
| Rustavi            | 1-1  | 2-1  | 0-2  | 0-1  | 0-2  | –––– | 3-1  | 1-1  | 2-4  | 0-0  |
| Saburtalo Tbilisi  | 2-3  | 2-1  | 1-0  | 2-0  | 1-0  | 2-1  | –––– | 2-1  | 3-0  | 3-0  |
| Sioni Bolnisi      | 0-5  | 2-1  | 2-4  | 2-1  | 0-0  | 3-3  | 2-3  | –––– | 2-1  | 1-0  |
| Torpedo Kutaisi    | 5-3  | 3-3  | 3-2  | 0-0  | 0-2  | 2-0  | 2-3  | 3-2  | –––– | 2-1  |
| WIT Georgia        | 1-1  | 0-1  | 0-1  | 1-0  | 0-3  | 2-3  | 0-3  | 0-1  | 3-0  | –––– |

### Partite (19-36)
|                    | Chi  | Dil  | DiB  | DiT  | Lok  | Rus  | Sab  | Sio  | Tor  | WIT  |
| ------------------ | ---- | ---- | ---- | ---- | ---- | ---- | ---- | ---- | ---- | ---- |
| Chikhura Sachkhere | –––– | 4-1  | 2-0  | 0-2  | 3-2  | 3-2  | 1-3  | 2-2  | 1-1  | 2-1  |
| Dila Gori          | 2-1  | –––– | 0-0  | 1-2  | 0-1  | 0-0  | 2-0  | 2-0  | 2-2  | 2-0  |
| Dinamo Batumi      | 2-0  | 0-0  | –––– | 1-1  | 2-1  | 2-1  | 1-0  | 2-0  | 2-2  | 1-1  |
| Dinamo Tbilisi     | 1-0  | 5-0  | 2-1  | –––– | 0-1  | 2-2  | 2-1  | 1-1  | 2-1  | 2-0  |
| Lokomotivi Tbilisi | 0-2  | 1-0  | 2-1  | 0-6  | –––– | 1-1  | 1-0  | 1-1  | 2-0  | 1-1  |
| Rustavi            | 1-0  | 2-2  | 0-2  | 0-2  | 2-1  | –––– | 0-3  | 2-1  | 2-0  | 1-0  |
| Saburtalo Tbilisi  | 1-0  | 3-0  | 0-0  | 0-0  | 4-0  | 2-2  | –––– | 5-1  | 1-1  | 3-1  |
| Sioni Bolnisi      | 2-1  | 0-4  | 0-4  | 0-3  | 1-2  | 2-1  | 1-3  | –––– | 2-0  | 1-0  |
| Torpedo Kutaisi    | 1-2  | 1-1  | 1-2  | 0-1  | 0-2  | 0-1  | 0-2  | 7-0  | –––– | 1-0  |
| WIT Georgia        | 0-0  | 0-2  | 0-3  | 0-3  | 0-2  | 0-0  | 0-0  | 0-0  | 0-2  | –––– |

## Spareggi salvezza
Agli spareggi salvezza vengono ammesse le squadre classificatesi all'ottavo e al nono posto in Erovnuli Liga e le squadre classificatesi al secondo e al terzo posto in Erovnuli Liga 2.
|               | Risultati   |               | Luogo e data                |
| ------------- | ----------- | ------------- | --------------------------- |
| Telavi        | 1 - 0       | Rustavi       | Telavi, 5 dicembre 2019     |
| Rustavi       | 1 - 2 (gfc) | Telavi        | Rustavi, 11 dicembre 2019   |
|               |             |               |                             |
| Sioni Bolnisi | 0 - 0       | Samt'redia    | Bolnisi, 5 dicembre 2019    |
| Samt'redia    | 4 - 1       | Sioni Bolnisi | Samtredia, 11 dicembre 2019 |
|               |             |               |                             |

## Statistiche

### Classifica marcatori
| Gol |  |  | Giocatore             | Squadra                                 |
| --- |  |  | --------------------- | --------------------------------------- |
| 20  |  |  | Levan Kutalia         | Dinamo Tbilisi                          |
| 17  |  |  | Flamarion             | Dinamo Batumi                           |
| 16  |  |  | Irakli Sikharulidze   | Lokomotivi Tbilisi                      |
| 13  |  |  | Budu Zivzivadze       | Torpedo Kutaisi                         |
| 12  |  |  | Nodar Kavtaradze      | Dinamo Tbilisi (5), Torpedo Kutaisi (7) |
| 12  |  |  | Levan Shengelia       | Dinamo Tbilisi                          |
| 11  |  |  | Giorgi Diasamidze     | Sabutalo Tbilisi                        |
| 10  |  |  | Lasha Shindagoridze   | Sabutalo Tbilisi                        |
| 9   |  |  | Bidzina Makharoblidze | Chikhura Sachkhere                      |
| 9   |  |  | Jaba Ugulava          | Sioni Bolnisi                           |
| 8   |  |  | Alvin Fortes          | Dila Gori                               |
| 8   |  |  | Beka Kavtaradze       | Rustavi                                 |
| 8   |  |  | Giorgi K'okhreidze    | Sabutalo Tbilisi                        |
| 8   |  |  | Nika Ninua            | Dinamo Tbilisi                          |
| 8   |  |  | Ognjen Rolović        | Sabutalo Tbilisi                        |
| 8   |  |  | Mikheil Sardalishvili | Chikhura Sachkhere                      |